# Banque d'État de l'Empire russe
La Banque d'État de l'Empire russe  (en russe : Государственный банк Российской Империи) fut la principale banque de l'Empire russe de 1860 à 1917. Cette banque est considérée comme le prédécesseur de la Banque centrale de la fédération de Russie qui fait aujourd'hui office de banque centrale en Russie. 

## Histoire
Un premier projet de banque centrale avait vu le jour en Russie en 1763 sous le règne de Pierre III, mais avorta. Catherine II fit plusieurs projets qui également ne virent pas le jour, dont un, inspiré de la Banque d'Angleterre. En décembre 1768, elle forme la Banque d'assignation, qui émet le rouble d'assignation. Cette banque disparaît en janvier 1818. Elle est remplacée par la Banque commercial d'État (Государственный коммерческий банк Российской империи, Banque commerciale d'État de l'Empire russe), bientôt réformée par Georges Cancrin. Cette banque prend place en 1821 dans l'hôtel Lunin, construit par Domenico Gilardi.
C'est dans ce même bâtiment que la Banque d'État fut créée le 12 juin 1860 (31 mai dans le calendrier julien) comme banque commerciale d'État par oukase de l'empereur Alexandre II. Le décret définissait également le statut de la banque : la banque d'État devait accorder des crédits à court terme aux entreprises commerciales et industrielles et gérer les émissions de rouble-crédit (papier) et de roubles en or et argent. Le premier possède un cours sur le marché qui était inférieur au taux de change du rouble métallique. Mikhaïl Kristoforovitch Reutern, s'emploie à partir de 1861, à sauver le rouble-crédit et tente de l'aligner sur un rouble reposant sur l'étalon-or, mais il échoue. Il parvient à une amélioration du cours du rouble-crédit jusqu'en 1878, où le taux de couverture-or passe de 68 % en 1866 à 86,8 % en 1878, c'est-à-dire que la décote entre le cours du rouble-crédit et le rouble-or, a diminué.
Début 1917, la banque comprenait 11 succursales, 133 bureaux permanents et 5 bureaux temporaires ainsi qu'un réseau de 42 agences. Le 17 novembre 1917, la Banque d'État fut dissoute et remplacée par une éphémère et informelle Banque du Peuple de Russie puis en 1922, fut instituée la Banque d'État d'URSS, appelée Gosbank, active jusqu'en 1991. Après la dissolution de l'Union des républiques socialistes soviétiques en 1991, une nouvelle banque centrale fut créée : la Banque centrale de la fédération de Russie.

## Gouverneurs de la Banque d'État
- 1860 – 1866 : Alexander von Stieglitz
- 1866 – 1881 : Ievgenï Lamanskiy
- 1881 – 1889 : Alexei Tsimsen
- 1889 – 1894 : Yuliy Zhoukovskiy
- 1894 – 1903 : Édouard Pleske
- 1903 – 1909 : Sergei Timashev
- 1909 – 1914 : Aleksei Konshin
- 1914 – 1917 : Ivan Chipov